# Позивање на вероватноћу
Позивање на вероватноћу или позивање на могућност је логичка грешка која настаје када се закључује да је нешто сигурно само зато што је врло вероватно или чак само могућност. Понекад је позивање на вероватноћу добар савет, али грешка је када се тврди да је нешто што је само могуће због тога и неизбежно. Уколико неко каже да ћете уколико ударите главом у зид добити потрес мозга, то је нешто што се треба послушати. Али, ако неко каже да не излазите напоље, јер ће можда почети метеорити да падају са неба, то је пример ове грешке.

## Примери
- Стеван: Пријавио сам се на Електротехнички факултет Универзитета у Београду. Марко: Да ли ти је то баш паметно? Ипак, имаш просек само 3,0 из средње школе а и пријемни си једва положио. Стеван: Значи, немогуће је да ме приме? Марко: Није немогуће, али... Стеван: Ето, можда ме приме.

Пример који илуструје да се неће све могућности остварити.